# Peter Moosleitner
Gerhard „Peter“ Moosleitner (* 2. Mai 1933 in Ansbach als Gerhard Dietrich Marie Moosleitner; † 2. Dezember 2015 in Kirchheim bei München) war ein deutscher Journalist. Bekannt geworden ist er als Entwickler, Chefredakteur und Herausgeber der populärwissenschaftlichen Zeitschrift P.M. – Peter Moosleitners interessantes Magazin.

## Leben
Gerhard Moosleitner wurde am 2. Mai 1933 zusammen mit einem zweieiigen Zwillingsbruder geboren und hatte vier Geschwister. Moosleitner wuchs ab dem vierten Lebensjahr in Freilassing auf und machte 1951 in Berchtesgaden sein Abitur.

## Journalismus
Bereits 1949 sammelte er in einer Lokalredaktion erste journalistische Erfahrungen. Seine Ausbildung absolvierte er an der Deutschen Journalistenschule in München sowie an der Medill School of Journalism, Northwestern University College, Evanston, Illinois, USA. Es folgte das Volontariat bei der Münchner Abendzeitung. Daran schlossen sich teils freie, teils angestellte Tätigkeiten bei Abendzeitung, Süddeutscher Zeitung, Bayerischem Rundfunk, Quick, Twen und Eltern sowie PR-Arbeit für Entwicklungshilfeprojekte an.
1976 wurde er von Gruner + Jahr mit der Entwicklung einer Zeitschrift beauftragt. Am 4. Oktober 1978 erschien zum ersten Mal P.M. – Peter Moosleitners interessantes Magazin am Kiosk. Den Titel schlug das Gruner + Jahr-Vorstandsmitglied Rolf Poppe vor: Da die anderen angedachten Titel der Verlagsleitung missfielen, schrieb er auf einen Zettel eben jenen Vorschlag. Möglicherweise nahm Poppe an, dass Moosleitner mit Vornamen Peter hieß. Allerdings hätte bei G.M. mit Moosleitners Vornamen Gerhard ein Konflikt mit der Marke General Motors gedroht. Moosleitner ließ sich in der Folge den Namen Peter als Künstlername in seinen Pass eintragen. Innerhalb seiner Redaktion war er nach wie vor als Gerhard bekannt. Moosleitner war von 1978 bis 1994 Chefredakteur und von 1978 bis 1998 Herausgeber des Magazins.

## Werke
- Wir Einzelmenschen, eine neue Evolutionsgeschichte, als Gerhard Peter Moosleitner. Heyne, München 1988, ISBN 3-453-02975-5.
- Die unsterbliche Seele der Menschheit, Gerhard Peter Moosleitner. Kirchheim bei München [2000], ISBN 3-89811-534-8 (Enthält: Wir Einzelmenschen und Unsere unsterbliche Sexseele. Hergestellt on demand, 364 Seiten).